# Бор, Оге Нильс
Оге Нильс Бор (дат. Aage Niels Bohr; 19 июня 1922, Копенгаген, Дания — 8 сентября 2009, там же) — датский физик-ядерщик. Член Датской королевской академии наук (1955), ряда других академий мира. Лауреат Нобелевской премии по физике (1975), как и его отец Нильс Бор.

## Биография
Оге Бор родился в Копенгагене в семье Маргарет и Нильса Бора, был их четвёртым ребёнком. Взрослея среди таких физиков, как Вольфганг Паули и Вернер Гейзенберг, он также стал увлекаться физикой. В 1940 году, через несколько месяцев после оккупации Дании, Оге Бор поступил в Копенгагенский университет и вскоре стал ассистировать отцу при написании статей и писем. В октябре 1943 года силами Сопротивления был переправлен вместе с отцом на лодке в Швецию, а оттуда на бомбардировщике в Великобританию. Как ассистент Нильса Бора, участвовал в работе над атомным проектом, в 1944—1945 годах являлся сотрудником Лос-Аламосской национальной лаборатории.
В августе 1945 года Оге Бор вернулся в Данию и продолжил обучение, через год получив степень магистра. В 1946 году он стал сотрудником Института теоретической физики (Институт Нильса Бора), проходил стажировку в Принстонском и Колумбийском университетах (с января 1949 года по август 1950 года, под руководством Исидора Раби). Там он познакомился с Джеймсом Рейнуотером и Беном Моттельсоном, с которым продолжил сотрудничество по возвращении в Копенгаген. Их совместная работа позволила развить в начале 1950-х годов так называемую коллективную (обобщённую) модель ядра. В 1958 году вместе с Д. Пайнсом они предложили так называемую сверхтекучую модель ядра, рассмотрев возможность существования сверхтекучести адронов в ядрах. В дальнейшем Бор и Моттельсон работали над обобщением знаний о структуре ядра в виде монографии, первый том которой «Одночастичное движение» вышел в 1969 году, второй том — «Деформации ядра» — в 1975 году. Работа Оге Бора в области теории ядра послужила поводом для вручения Нобелевской премии по физике за 1975 год «за открытие взаимосвязи между коллективным движением и движением отдельной частицы в атомном ядре и развитие теории строения атомного ядра, базирующейся на этой взаимосвязи» (совместно с Моттельсоном и Рейнуотером).
Одновременно с работой в Институте Оге Бор преподавал в Копенгагенском университете, с 1956 года — в звании профессора. После смерти Нильса Бора в 1962 году возглавил Институт имени Нильса Бора и был его директором до 1970 года. С 1957 года Оге Бор входил в руководство Института теоретической атомной физики (Nordisk Institut for Teoretisk Atomfysik, НОРДИТА), в 1975—1981 годах являлся его директором. В последние годы жизни он сконцентрировался на преподавательской деятельности.
В 1950 году Оге Бор женился на Мариетте Соффер, от которой имел четырёх детей. После её смерти он женился во второй раз (в 1981) на Бенте Мейер Шарфф.
Похоронен на кладбище «Мариеберг» в Гентофте.
Его сын — Вильгельм Бор, физиолог. Работает в лаборатории молекулярной геронтологии Национального института старения США и в Центре здорового старения Копенгагенского университета.
Внук — Элиот Бор, научный сотрудник Института Нильса Бора, физик-экспериментатор, работающий в области атомной, молекулярной и оптической физики.

## Память
- Персонаж художественного телесериала «Бомба» (Россия, 2020).

## Награды
- Премия Дэнни Хайнемана в области математической физики (1960)
- Золотая медаль Пия XI (1963)
- Премия «За мирный атом» (1969)
- Медаль имени X. Эрстеда (1970)
- Медаль и премия Резерфорда Лондонского физического общества (1972)
- Нобелевская премия по физике (1975)
- Медаль имени О. Ремера (1976)

## Публикации
- О. Бор. О структуре атомных ядер // УФН. — 1958. — Т. 65, вып. 7. — С. 489. — перевод статьи в журнале «Fys. Tidsskr.», V. 54, p. 1 (1956).
- О. Бор, Б. Моттельсон. Структура атомного ядра. — В 3-х т. — М.: Мир, 1971—1977.
- О. Бор. Вращательное движение в ядрах // УФН. — 1976. — Т. 120, вып. 12.— перевод Нобелевской лекции, прочитанной в Стокгольме 11 декабря 1975.